# Grot Les Trois-Frères
De Grot Les Trois-Frères is een grot in de Franse gemeente Montesquieu-Avantès met prehistorische muurtekeningen die stammen uit het Gravettien en het Magdalenien. De grot is bekend door de daar aangetroffen afbeelding van de zogenaamde tovenaar. De grot werd ontdekt door de drie broers Bégouën, aan wie de grot haar naam te danken heeft. Het gaat om een grote grot die zich uitstrekt over 800 meter. Door abbé Breuil werd hier gedurende tien jaar uitvoerig onderzoek gevoerd. 

## Gravettien
Ut het Gravettien werden enkele stencils van handen en een rij duimafdrukken gevonden. In zijgrotten, bekend als Le tréfonds, werden inkervingen gevonden die twee uilen voorstellen. Hun lijf is afgebeeld in profiel terwijl hun kop frontaal is weergegeven. Daarnaast zijn een mammoet en een ongeïdentificeerd wezen afgebeeld. In een andere zaal van Le tréfonds is een paard of wilde ezel afgebeeld dat bekend staat als Hemione. Het is onduidelijk of deze figuur stamt uit het Gravettien of uit het latere Magdalenien.

## Magdalenien
In een zaal van de hoofdgrot, bekend als Le sanctuaire, werden gelijkaardige paardenfiguren gevonden. De muren zijn er vol van moeilijk ontcijferbare inkervingen. Vier meter boven de bodem is de tovenaar of gehoornde god aangebracht. Deze figuur is gekerfd en geschilderd met zwart pigment. Hij heeft een menselijk lichaam, het gewei van een rendier, poten van een leeuw en de staart van een paard. In een kleine zijkamer zijn elf rendieren, drie bizons, drie paarden, twee steenbokken en een beer gekerfd in de wand.
In Le tréfonds zijn er ook enkele afbeeldingen uit het Magdalenien, zoals een gekerfde bizon, waarvan delen van het lichaam bewerkt zijn met zwart pigment.